# نيناد ساكيتش
نيناد ساكيتش (بالصربية: Nenad Sakić)؛ من مواليد 15 يونيو 1971) هو مدير كرة قدم صربي ولاعب سابق.